# Robert Larsen
Robert Carlo Larsen (Hjørring, 21 de junho de 1898 – 14 de setembro de 1981) foi um boxeador dinamarquês que competiu nos Jogos Olímpicos de Verão de 1924.